# 四硝酸钋
四硝酸钋是一种无机物，有强放射性，化学式Po(NO3)4。

## 制备
由氢氧化钋(IV)或四氯化钋和液态四氧化二氮反应，得到白色的一(四氧化二氮)合四硝酸钋沉淀，是一种溶剂化的产物，室温时缓慢分解，得到四硝酸钋：
Po(NO3)4·N2O4 → Po(NO3)4 + 2 NO2↑

## 性质
四硝酸钋可以在真空中分解，产生白色的碱式盐，强热可以分解为二氧化钋。